# Pseudaneitea papillata
Pseudaneitea papillata är en snäckart som först beskrevs av Hutton 1879.  Pseudaneitea papillata ingår i släktet Pseudaneitea och familjen Athoracophoridae. Inga underarter finns listade i Catalogue of Life.